# Bill Brown (író)
William Louis Brown, írói álneve: Bill Brown (Myrtle Point, Oregon, 1910. április 5. – 1964. szeptember 28.) amerikai író, tanár, lapszerkesztő, riporter.

## Élete
Apja Louis E. Brown életbiztosítási ügyvivő, anyja Viola May Brown (született Viola May Davis) volt. Az Oregoni Egyetemen tanult 1930 és 1931 közt, később Mexikóváros egyetemére is járt (1950). 1934 és 1938 közt a Coos Bayban megjelenő Coos Bay World riportere volt, ebebn az időszakban hosszabb hajóutat tett az Indiai-óceánon (1936-1937). 1940 és 1942 közt a San Franciscóban megjelenő 300 Magazine szerkesztője volt. 1942-ben belépett a hadseregbe, az Amerikai Légierőhöz került a 301. század 319. szervízszakaszához, ahol 1944-ig szolgált s őrmesteri rangot szerzett. Szolgálati ideje alatt Burmában és Indiában állomásozott. 1953-ban Lagunitasban belépett a Beaches and Parks egyesületbe, amelynek haláláig tagja volt. 1960 és 1962 közt a Fairfax City Park Commission tagja volt. A kaliforniai Marin és Sonoma megyében felnőttoktatási program keretében kreatív írástechnikát oktatott.
Felesége Gertrude E. Moore, szintén író volt, 1942. június 30.-án kötöttek házasságot. Három gyermekük született, Deborah Ann, Celia Jeanne és Camas Eve. Több munkáját is feleségével közösen jegyezte, együtt hét humoros kötetet alkottak. Brown írásaiban felhasználta a déltengeri utazásán, illetve Indiai és Burmai katonáskodása alatt szerzett élményeit. Néhány tudományos-fantasztikus novellát is írt. Magyarul egyetlen rövid novellája olvasható a Galaktika 19. számában A csillagkacsák címmel (1976, utánközlés: Metagalaktika 1., 1978). E novellája eredetileg 1950-ben jelent meg a Fantasy and Science Fiction magazinban.
Bill Brown irathagyatékát az Oregoni Egyetem könyvtára őrzi.

## Válogatott munkái
Önálló művek:
- Roaring River (1953)
- Uncharted Voyage (1955)
- People of the Many Islands (1958)
- The Rain Forest (1962)

Feleségével közösen írt kötetek:
- Forest Firemen (1954)
- Whistle Punk (1956)
- The Boy Who Got Mailed (1957)
- Big Rig (1959)
- The Department Store Ghost (1961)
- Tickly and the Fox (1962)
- The Hippopotamus That Wanted to be a Baby (1963)